# カール・フローレンツ
カール・アドルフ・フローレンツ（Karl Adolf Florenz、1865年1月10日 - 1939年2月9日）は、明治時代にお雇い外国人として来日したドイツの言語学者、日本学者、文学者である。

## 経歴・人物
1865年、テューリンゲン州のエアフルトに生まれた。1883年から1886年までライプツィヒ大学でドイツ語学、比較言語学、東洋諸言語を学び、中国語とサンスクリットをゲオルク・フォン・デア・ガーベレンツに師事した。博士の学位を得た後、ベルリン大学で井上哲次郎に日本語を学び、このときに有賀長雄の面識を得ている。
日本政府の招聘により来日した。1889年(明治22年)に東京帝国大学に雇われてドイツ文学及びドイツ語の教鞭を執り、後にはドイツ文献学や比較言語学も教えた。また、同時期に日本書紀や日本の古典文学をドイツ語に翻訳したり、日本文化を研究する等、日本とドイツの関係を向上させた。
1899年に東京帝国大学はフローレンツに外国人として初めて文学博士の学位を贈った。
1917年(大正3年)に任期満了となり帰国した。帰国後はハンブルク植民地研究所（ハンブルク大学の前身の一つ）の日本研究の教授として1935年まで教鞭を執った。

## 主な著作物
- 『日本文学史』(Geschichte der japanischen Litteratur, 1906)
- 『東の国からの詩の挨拶』(Dichtergrüsse aus dem Osten: japanische Dichtungen, 1894) - ドイツ語に翻訳された分類日本詩歌集。三島蕉窓、鈴木華邨、新井芳宗、梶田半古、枝貞彦画のちりめん本[2]。英語にも翻訳された。